# Sista dansen (1993)
Sista dansen är en dansk-norsk-svensk drama-thrillerfilm från 1993 i regi av Colin Nutley.

## Handling
En svensk kvinna hittas död i Blackpool – har hon blivit mördad?

## Om filmen
Filmen spelades in den 19 april–9 juli 1993 i Stockholm, Blackpool och på Barbados. Den hade premiär den 25 december 1993 och är tillåten från 11 år. Filmen har även visats på SVT2, TV3, TV4 och Kanal 5.
Svenska Filminstitutet föreslog filmen till kategorin bästa utländska film inför Oscarsgalan 1994, men den blev inte nominerad. 504 580 personer såg filmen på bio. Filmen drog in 29 528 625 kronor.

## Rollista (urval)
- Helena Bergström - Tove Särlefalk
- Reine Brynolfsson - Claes Särlefalk
- Ewa Fröling - Liselott Waltner
- Peter Andersson -  Lennart Waltner
- Rikard Wolff - prästen
- Stellan Skarsgård - konferencier i Norrköping
- Sverre Anker Ousdal - operachefen
- Ernst Günther - operaregissören
- Anneli Alhanko - ballerinan
- Lena Söderblom - gynekologen
- Pia Johansson - lapplisan
- Hans Bergström - Ellys man

## Musik i filmen
- Sweet Sixteen/Lika blå som då, arrangörer Ann Breen och Jim McVeigh, svensk text Ingela "Pling" Forsman, sång Ann Breen
- Dancing Queen, text och musik Benny Andersson, Björn Ulvaeus och Stikkan Anderson
- Birthday Boy, musik Denis King
- Svansjön. Svanarnas dans/Lebedinoe ozero, op. 20, musik Pjotr Tjajkovskij
- Uti vår hage, arrangör Hugo Alfvén
- Min soldat, text och musik Nils Perne
- Summertime Blues/Soleil de l'été, musik Eddie Cochran, text Eddie Cochran och Jerry Capehart
- La vie en rose/I rosenrött jag drömmer, musik Luis Guglielmi, fransk text Édith Piaf, svensk text Roland Levin
- En månskenspromenad, musik Thore Ehrling, text Nils Hellström
- Waltz für Elise, musik Denis King
- Red, Red Wine, text och musik Neil Diamond
- About Face, text och musik Denis King
- Welcome to La Tigre, text, musik och sång Eddy Grant
- Soca Baptist, musik Blueboy (pseudonym för Austin Lyons)
- Mona Lisa, musik Jay Livingston, engelsk text Ray Evans, svensk text Karl-Ewert
- Ay ay ay!/Aj, aj, aj, musik och spansk text Osmán Pérez Freire, svensk text Björn Halldén, Sven-Olof Sandberg och Erik Fridén
- DK's Tango, musik Denis King
- The Silver Ballroom, musik Sam Fonteyn
- The Mountains of Mourne, musik W. Houston Collisson, text Percy French
- Here Today, Gone Tomorrow
- Pir atmosfär, musik Lars Liljeholm
- The Way You Look Tonight/Lika söt som nu i kväll, musik Jerome Kern, engelsk text Dorothy Fields, svensk text Sven Paddock
- Cheek to Cheek/Kind mot kind, text och musik Irving Berlin, svensk text Ronald Sjögren och Lennart Reuterskiöld
- The Winner Takes It All, musik Benny Andersson, text Benny Andersson och Björn Ulvaeus

## Utmärkelser
- 1994 – Guldbagge - Bästa kvinnliga huvudroll, Helena Bergström
- 1994 – Guldbagge - Bästa foto, Jens Fischer
- 1994 – Filmfestivalen i Montréal - Bästa kvinnliga huvudroll, Helena Bergström
- 1995 – Filmfestivalen i Istanbul - Juryns specialpris, Helena Bergström